# Campeonato Paulista de Futebol de 1991
O Campeonato Paulista de Futebol de 1991 foi a 51.ª edição do campeonato organizado pela Federação Paulista de Futebol. Teve como campeão o São Paulo, que conquistou o título ao vencer o Corinthians na final, com vitória por 3 a 0 no primeiro jogo e empate sem gols na segunda partida. 
O artilheiro da competição foi Raí, do próprio São Paulo, com vinte gols marcados.

## Participantes
O Campeonato Paulista da Primeira Divisão de 1991 foi dividido nos grupos verde e amarelo. O Grupo Verde foi composto das equipes melhores classificadas no Campeonato Paulista de 1990 e o Grupo Amarelo, pelas equipes piores classificadas naquele torneio, incluindo Olímpia, Rio Branco, Sãocarlense e Marília, que subiram da segunda divisão de 1990.
Grupo Verde: América, Botafogo, Bragantino, Corinthians, Ferroviária, Guarani, Ituano, Mogi Mirim, Novorizontino, Palmeiras, Portuguesa, Santos, XV de Piracicaba e XV de Jaú.
Grupo Amarelo: Catanduvense, Internacional, Juventus, Marília, Noroeste, Olímpia, Ponte Preta, Rio Branco, Santo André, São Bento, São José, São Paulo, Sãocarlense e União São João.

## Regulamento
Cada um dos grupos teve jogos em turno e returno apenas dentro das respectivas chaves. Ao final dos dois turnos, os cinco melhores do Grupo Verde e os três melhores do Grupo Amarelo passaram para a próxima fase. Foi rebaixado para a segunda divisão o time com pior campanha, independentemente do grupo. O primeiro critério de desempate nessa fase era o número de vitórias, seguido do saldo de gols. Os oito classificados foram então divididos em dois grupos de quatro times, com apenas o campeão de cada grupo sendo promovido à final depois de dois turnos dentro de cada chave. A final deu-se em dois jogos: em caso de empate em pontos ganhos nas duas partidas, seria disputada uma prorrogação de 30 minutos; persistindo o empate o campeão seria o time com melhor campanha ao longo de todo o campeonato.

## O campeonato

### Preparativos
O Campeonato Paulista de 1991 começou com projeção de ascensão dos clubes do interior, já que não só o Bragantino tinha conquistado o título anterior, como os três últimos vice-campeões tinham sido equipes de fora da capital (Guarani, em 1988, São José Esporte Clube, em 1989, e o Novorizontino, em 1990). Para enfrentar essa ascensão, Palmeiras e Corinthians apostaram em novos técnicos, respectivamente Nelsinho Baptista e Cilinho (substituindo Carlos Alberto Silva, anunciado logo depois do Campeonato Brasileiro, mas que comandou o time em apenas três amistosos em junho e deixou o clube em seguida, diante de uma proposta mais vantajosa do Porto, de Portugal), enquanto o São Paulo manteve Telê Santana no cargo, além da base que havia acabado de conquistar o Campeonato Brasileiro de 1991.
Devido à má campanha no campeonato de 1990, o tricolor estava no Grupo Amarelo, com os times teoricamente mais fracos, o que era motivo de preocupação para Telê. "Os times do Interior vão crescer contra nós", avisava. As ausências em relação ao elenco campeão brasileiro eram o zagueiro Ricardo Rocha, vendido ao Real Madrid, da Espanha, o lateral Leonardo, vendido ao também espanhol Valencia, o volante Bernardo, vendido ao Bayern de Munique, da Alemanha, além dos reservas Zé Teodoro, que foi para o Guarani, e Mário Tilico, que foi para o Cruzeiro, onde ganharia naquele mesmo ano a Supercopa Libertadores. Mas o atacante Müller voltara do futebol italiano na reta final do Brasileiro e o também atacante Macedo, emprestado pelo Rio Branco para o Brasileiro, teve seu passe comprado em definitivo. Raí também começou finalmente a se destacar, depois de quatro anos apagados no elenco. "O Campeonato Paulista de 1991 matou um jogador comum e fez nascer um craque", escreveria a revista Placar em dezembro.
No grupo mais forte, o Corinthians apostava no currículo de Cilinho como lançador de jovens talentos, embora ainda fosse uma incógnita o seu relacionamento com Neto, a estrela do time, com quem tinha tido problemas de relacionamento no São Paulo, em 1987. O técnico, entretanto, colocava panos quentes: "Queria ter trabalhado com o Neto de hoje na época do São Paulo. Afinal, hoje ele é o atleta com maior liderança sobre o elenco." Quando soube da contratação, o jogador disse que isso só tinha acontecido porque ele tinha autorizado, o que ele depois garantiria ser apenas uma brincadeira com o volante Márcio que fora entreouvida por jornalistas e, mais tarde, atrapalharia o relacionamento entre jogador e técnico.
Também no Grupo Verde, o Palmeiras buscava pôs fim a um jejum de quinze anos sem títulos, e para isso trouxe o zagueiro Luís Eduardo, o meia Edu Marangon e o atacante Evair, trocado com a Atalanta por Careca Bianchesi. Já o Santos não fez contratações, além do técnico Ramiro Valente, ex-jogador do próprio clube (campeão paulista em 1955, 1956 e 1958) mas sem qualquer experiência no cargo. "Nunca orientei nem times juvenis, mas acompanho atentamente o que acontece no futebol atual", explicava Ramiro.

### Primeira fase
Como se poderia esperar, a caminhada do São Paulo rumo à segunda fase foi bem tranquila, apesar de um começo razoavelmente claudicante, com três empates nos seis primeiros jogos. Depois o time deslanchou, embora sua maior série de vitórias seguidas tenha sido de apenas quatro, entre 18 de setembro e 2 de outubro. Antes de cada jogo, os são-paulinos colocavam diante de uma imagem de Nossa Senhora Aparecida, no vestiário, algumas rosas vermelhas. A única derrota tricolor nessa fase — e em todo o campeonato — foi uma surpreendente goleada por 4 a 1 para a Internacional de Limeira em pleno Morumbi, em 9 de outubro. "Jogamos o tempo todo debaixo do gol da Inter, chutamos todas para fora e o adversário aproveitou quatro contra-ataques", reclamou Telê Santana. Por outro lado, o clube conseguiu quatro goleadas ao longo do campeonato, como os 4 a 0 sobre o Juventus em 28 de julho, os 5 a 2 sobre o Marília em 6 de agosto, os 5 a 0 sobre o Catanduvense em 18 de setembro, em plena Catanduva, e os 5 a 0 sobre o São José em 12 de outubro, e o goleiro Zetti chegou a ficar 683 minutos sem sofrer gols, entre 1 de setembro e 2 de outubro.
Em 21 de setembro o São Paulo jogou contra o Juventus no Canindé, e dirigentes do Cádiz, da Espanha, assistiram o jogo para analisar o futebol de Raí, que começava a despontar. Foi a primeira sondagem internacional ao jogador, que ainda incluiria mais tarde os interesses do Valencia, por indicação de Leonardo, e do Real Madrid.
O São Paulo classificou-se com antecipação para a segunda fase e terminou com oito pontos de vantagem sobre o segundo colocado, a Internacional, e catorze pontos sobre o quarto colocado, o Noroeste, o primeiro entre os times do Grupo Amarelo que não se classificaram. Acompanhando São Paulo e Internacional à segunda fase foi o Santo André.
Já o Grupo Verde foi muito mais disputado. A diferença entre o primeiro colocado Corinthians e o sexto colocado Bragantino, o primeiro entre os não-classificados, foi de apenas três pontos. A briga foi até o último minuto da última rodada: um gol de Vladimir, da Portuguesa, aos 47 minutos do segundo tempo do jogo contra o Palmeiras, deu a vitória por 1 a 0 à Lusa, classificando-a no lugar do Bragantino e tirando o alviverde do topo do grupo, o que garantiria uma chave teoricamente mais fácil na segunda fase. Ao fim da primeira fase, o Bragantino ainda tentou tomar a vaga do Botafogo, alegando que o clube ribeirão-pretano deveria perder os pontos da partida contra o XV de Jaú por ter escalado Nélson sem condições de jogo. Na tentativa de resolver o caso na Justiça, depois do campeonato, a apelação foi esquecida.
A classificação em primeiro lugar por parte do Corinthians deu-se apesar da ausência de sua estrela Neto, suspenso por ter dado uma cusparada no árbitro José Aparecido de Oliveira depois de ter sido expulso contra o Palmeiras, em 13 de outubro — ele já frequentava o banco de reservas por decisão do técnico. Quando a decisão da suspensão por quatro meses foi tomada, Cilinho não apoiou seu jogador, que passou a se sentir persona non grata no clube e teve o preço de seu passe fixado em dois milhões de dólares, menos da metade do valor original antes dos problemas com o técnico e da suspensão. Cilinho também teve problemas com o dirigente João Bosco, e os dois quase saíram aos tapas no vestiário quando da vitória por 3 a 0 sobre o Bragantino no Canindé, em 9 de outubro. A partir daí, entretanto, foi selado um acordo de paz.
Com a pior campanha entre os dois grupos, o São Bento, de Sorocaba, acabou rebaixado à divisão intermediária, sendo substituído em 1992 pelo Araçatuba, campeão daquela divisão em 1991 depois de vencer a Independente de Limeira — vencia por 1 a 0 quando a torcida do Independente derrubou o alambrado do Estádio Municipal Bruno Lazzarini, em Leme, onde foi disputado o jogo. Na Segunda Divisão (que na verdade era o equivalente à terceira), o campeão foi o São Caetano, que dava continuidade à sua ascensão meteórica rumo à primeira divisão paulista — e, mais tarde rumo ao vice-campeonato da Copa Libertadores da América de 2002 e a dois vice-campeonatos brasileiros, em 2000 e 2001 —, já que tinha subido da quarta divisão em 1990 e em 1992 conquistaria uma vaga na primeira divisão. O São Caetano venceu um quadrangular com Velo Clube, também classificado, de Rio Claro, Oeste de Itápolis e Batatais, e contou em sua caminhada com três veteranos ex-jogadores da seleção brasileira: Luís Pereira, Serginho Chulapa e Wladimir, que geraram apelidos pejorativos das torcidas adversárias, como "asilo", "refugo" e "Matusalém", mas foram peças importantes na conquista.
Classificação final
| Primeira Fase | Primeira Fase                                | Primeira Fase | Primeira Fase | Primeira Fase | Primeira Fase | Primeira Fase | Primeira Fase | Primeira Fase | Primeira Fase |
| Grupo Verde | Grupo Verde                                  | Grupo Verde   | Grupo Verde   | Grupo Verde   | Grupo Verde   | Grupo Verde   | Grupo Verde   | Grupo Verde   | Grupo Verde   |
| Time | Time                                         | PG            | J             | V             | E             | D             | GP            | GC            | SG            |
| --- | -------------------------------------------- | ------------- | ------------- | ------------- | ------------- | ------------- | ------------- | ------------- | ------------- |
| 1 | Corinthians                                  | 32            | 26            | 9             | 14            | 3             | 27            | 14            | 13            |
| 2 | Palmeiras                                    | 31            | 26            | 12            | 7             | 7             | 21            | 15            | 6             |
| 3 | Botafogo                                     | 31            | 26            | 9             | 13            | 4             | 21            | 14            | 7             |
| 4 | Portuguesa                                   | 30            | 26            | 11            | 8             | 7             | 25            | 21            | 4             |
| 5 | Guarani                                      | 30            | 26            | 10            | 10            | 6             | 25            | 15            | 10            |
| 6 | Bragantino                                   | 29            | 26            | 10            | 9             | 7             | 29            | 22            | 7             |
| 7 | Santos                                       | 27            | 26            | 7             | 13            | 6             | 21            | 15            | 6             |
| 8 | Ituano                                       | 26            | 26            | 9             | 8             | 9             | 22            | 29            | -7            |
| 9 | América-SP                                   | 24            | 26            | 5             | 14            | 7             | 15            | 21            | -6            |
| 10 | XV de Piracicaba                             | 22            | 26            | 7             | 8             | 11            | 26            | 34            | -8            |
| 11 | Novorizontino                                | 22            | 26            | 6             | 10            | 10            | 22            | 29            | -7            |
| 12 | XV de Jaú                                    | 21            | 26            | 6             | 9             | 11            | 22            | 27            | -5            |
| 13 | Ferroviária                                  | 20            | 26            | 3             | 14            | 9             | 13            | 19            | -6            |
| 14 | Mogi Mirim                                   | 19            | 26            | 5             | 9             | 12            | 21            | 35            | -14           |
| Grupo Amarelo |                                              |               |               |               |               |               |               |               |               |
| Time | Time                                         | PG            | J             | V             | E             | D             | GP            | GC            | SG            |
| 1 | São Paulo                                    | 42            | 26            | 17            | 8             | 1             | 50            | 20            | 30            |
| 2 | Internacional                                | 34            | 26            | 16            | 2             | 8             | 37            | 22            | 15            |
| 3 | Santo André                                  | 32            | 26            | 10            | 12            | 4             | 39            | 29            | 10            |
| 4 | Noroeste                                     | 28            | 26            | 9             | 10            | 7             | 28            | 25            | 3             |
| 5 | Sãocarlense                                  | 28            | 26            | 9             | 10            | 7             | 31            | 29            | 2             |
| 6 | Juventus                                     | 28            | 26            | 9             | 10            | 7             | 23            | 24            | -1            |
| 7 | Ponte Preta                                  | 27            | 26            | 8             | 11            | 7             | 26            | 18            | 8             |
| 8 | Rio Branco                                   | 25            | 26            | 10            | 5             | 11            | 24            | 22            | 2             |
| 9 | União São João                               | 24            | 26            | 7             | 10            | 9             | 26            | 26            | 0             |
| 10 | Marília                                      | 21            | 26            | 7             | 7             | 12            | 25            | 30            | -5            |
| 11 | São José                                     | 21            | 26            | 7             | 7             | 12            | 21            | 35            | -14           |
| 12 | Catanduvense                                 | 20            | 26            | 4             | 12            | 10            | 15            | 33            | -18           |
| 13 | Olímpia                                      | 19            | 26            | 5             | 9             | 12            | 16            | 30            | -14           |
| 14 | São Bento                                    | 15            | 26            | 4             | 7             | 15            | 18            | 36            | -18           |
| PG - pontos ganhos; J - jogos; V - vitórias; E - empates; D - derrotas; GP - gols pró; GC - gols contra; SG - saldo de gols |                                              |               |               |               |               |               |               |               |               |
| | Classificados para a segunda fase (Grupo 1). |               |               |               |               |               |               |               |               |
| | Classificados para a segunda fase (Grupo 2). |               |               |               |               |               |               |               |               |
| | Eliminados na primeira fase.                 |               |               |               |               |               |               |               |               |
| | Rebaixado para a Divisão Intermediária.      |               |               |               |               |               |               |               |               |

### Segunda fase
Para o Grupo 1 classificaram-se Corinthians (primeiro colocado do Grupo Verde), Internacional (segundo colocado do Grupo Amarelo), Santo André (terceiro colocado do Grupo Amarelo) e Portuguesa (quarta colocada do Grupo Verde). O Corinthians ainda estava sem Neto, mas viu Wilson Mano assumir a liderança do time na ausência dele e classificou-se com uma rodada de antecipação, vencendo seus seis jogos e sofrendo apenas dois gols. A ausência de Neto era desdenhada até pelos jogadores. "Ele é muito importante, mas pela primeira vez as pessoas notaram que formamos um time", explicou Jacenir, que era amigo do meia. "Quando ele jogava, a imprensa se esquecia dos outros atletas."
No Grupo 2, enfrentaram-se São Paulo (primeiro colocado do Grupo Amarelo), Palmeiras (segundo colocado do Grupo Verde), Botafogo (terceiro colocado do Grupo Verde) e Guarani (quinto colocado do Grupo Verde). São Paulo e Palmeiras terminaram empatados com nove pontos. Os times tinham se enfrentado na primeira rodada, com vitória do São Paulo por 4 a 2, e na última rodada, com um empate sem gols em que o Palmeiras, precisando da vitória, pressionou bastante e chutou uma bola na trave, com Evair, mas o goleiro são-paulino Zetti (que defendera o Palmeiras até o ano anterior) foi o grande destaque. O Palmeiras levava vantagem no número de vitórias, enquanto o São Paulo vencia no confronto direto e no número de gols marcados (os times também estavam empatados no saldo de gols), mas o regulamento deu a vaga ao tricolor, pela melhor campanha na primeira fase.
O livro A História do Campeonato Paulista, publicado em 1997, considerou tal decisão um "absurdo", embora ela fizesse parte do regulamento desde o início. As críticas eram refutadas também com a argumentação de que na segunda fase, jogando apenas contra clubes do Grupo Verde, o São Paulo conseguiu uma média de gols por jogo (2,16) maior do que a conquistada no Grupo Amarelo (1,92). Com a eliminação do rival, o são-paulino Müller gritou para a torcida adversária: "Seus porcos, 16 anos na fila!" Curiosamente, quatro anos depois Müller seria contratado pelo Palmeiras, onde se destacaria.
Classificação final
| Segunda Fase | Segunda Fase  | Segunda Fase | Segunda Fase | Segunda Fase | Segunda Fase | Segunda Fase | Segunda Fase | Segunda Fase | Segunda Fase |
| Grupo 1 | Grupo 1       | Grupo 1      | Grupo 1      | Grupo 1      | Grupo 1      | Grupo 1      | Grupo 1      | Grupo 1      | Grupo 1      |
| Time | Time          | PG           | J            | V            | E            | D            | GP           | GC           | SG           |
| --- | ------------- | ------------ | ------------ | ------------ | ------------ | ------------ | ------------ | ------------ | ------------ |
| 1 | Corinthians   | 12           | 6            | 6            | 0            | 0            | 11           | 2            | 9            |
| 2 | Portuguesa    | 8            | 6            | 4            | 0            | 2            | 8            | 6            | 2            |
| 3 | Internacional | 2            | 6            | 1            | 0            | 5            | 4            | 9            | -5           |
| 4 | Santo André   | 2            | 6            | 1            | 0            | 5            | 5            | 11           | -6           |
| Grupo 2 |               |              |              |              |              |              |              |              |              |
| Time | Time          | PG           | J            | V            | E            | D            | GP           | GC           | SG           |
| 1 | São Paulo     | 9            | 6            | 3            | 3            | 0            | 13           | 7            | 6            |
| 2 | Palmeiras     | 9            | 6            | 4            | 1            | 1            | 11           | 5            | 6            |
| 3 | Guarani       | 5            | 6            | 2            | 1            | 3            | 8            | 11           | -3           |
| 4 | Botafogo      | 1            | 6            | 0            | 1            | 5            | 4            | 13           | -9           |
| ¹ O São Paulo se classificou por ter a melhor campanha ao longo do campeonato. PG - pontos ganhos; J - jogos; V - vitórias; E - empates; D - derrotas; GP - gols pró; GC - gols contra; SG - saldo de gols |               |              |              |              |              |              |              |              |              |

### Finais
São Paulo e Corinthians começaram a decidir o Campeonato Paulista de 1991 em 8 de dezembro, em um duelo do melhor ataque contra a melhor defesa. Dos treze confrontos anteriores entre os clubes, desde o Campeonato Brasileiro de 1987, o São Paulo havia vencido apenas um, em setembro de 1988, e um ano antes os rivais haviam decidido o Campeonato Brasileiro, com duas vitórias corintianas. Apesar desse retrospecto, o São Paulo era considerado o time mais técnico. O Corinthians ainda vivia um ambiente conturbado desde que Cilinho impedira Neto de se concentrar para as finais junto com o restante do elenco, apesar de estar suspenso, e o goleiro Ronaldo também passou a dar declarações contra o treinador.
Antes do primeiro jogo, a  interpretação errônea dos regulamentos dos campeonatos de 1990 e 1991 fez com que a torcida alvinegra aproveitasse para receber os são-paulinos com gritos de "Segunda Divisão!". Na preliminar, os corintianos também comemoraram o título de aspirantes da Ponte Preta, um time cujas cores também são preto e branco, sobre o Guarani. Em campo, entretanto, Raí, já àquela altura considerado "o melhor do Brasil" por Telê e pela imprensa, abriu o placar para o São Paulo logo aos 16 minutos, com um chute da intermediária, um gol que o deixou empatado na artilharia do campeonato com Guga, do Santos, ambos com 18 gols. No segundo tempo, Raí aumentaria a vantagem tricolor e assumiria de vez a artilharia do torneio com uma cobrança de pênalti sofrido por Macedo e ainda marcaria mais um, de cabeça. Com o pênalti desperdiçado mais tarde por Wilson Mano, o placar ficaria em 3 a 0. Apesar da boa margem, Telê não saiu satisfeito. "Faltou determinação", reclamou. "Poderíamos ter marcado mais gols." Ele ainda creditou a vitória elástica ao técnico adversário, mas encarou isso como elogio: "Foi um resultado anormal e só aconteceu porque o Cilinho optou pelo esquema ofensivo, procurando sempre o gol desde o início do jogo. Ele é um técnico arrojado."
Não que fizesse diferença, pois ao Corinthians não importava a elasticidade do placar: no segundo jogo, precisaria ganhar por qualquer placar no tempo normal e depois novamente na prorrogação. Nem a torcida acreditou, e no segundo jogo o Morumbi foi tomado por 60% de são-paulinos. A chuva forte que caiu antes e depois do jogo não impediu que mais de 106 mil torcedores pagassem ingresso para assistir à decisão.
Jairo foi escalado para marcar Raí e cumpriu sua função, tanto que o são-paulino teve apenas uma chance de gol, no primeiro tempo. Mesmo assim, sem Dinei, expulso no primeiro jogo, o Corinthians criou pouco no ataque. Cilinho teve de colocar Tupãzinho, que ele mesmo tinha barrado na metade do campeonato. A única grande chance foi um chute de Ezequiel cara a cara com Zetti, mas que saiu cinco metros acima do gol. O São Paulo dominou o jogo, e, mesmo sem conseguir marcar, o empate sem gols deu o título ao São Paulo sem a necessidade de prorrogação.
Ao fim do jogo, Raí comandou a corrida de alguns jogadores até o técnico Telê Santana e levantou-o em seus ombros. Mais tarde, fez uma "guerra de água" com jornalistas e, ao lado de Antônio Carlos, Müller e Cafu, subiu na grade do vestiário para cantar o hino do clube. "Minha concentração antes e durante a partida é muito grande, o que me deixa calado", confessou Raí. "Mas, depois da conquista, volto a ser mais espontâneo, como uma criança." Telê aproveitou o momento para desabafar: "O São Paulo (…) foi disparado o melhor time, como já tinha acontecido no Campeonato Brasileiro, justamente porque adotou o bom futebol como opção de trabalho. A conquista paulista foi mais difícil e mais importante que a do Brasileiro, pois tivemos de provar não estar em vantagem por termos disputado o Grupo B. a classificação para a semifinal até a conquista do título, a equipe participou de oito jogos decisivos e não perdeu nenhum. Isso é uma prova de superioridade." Telê ainda dizia não ter certeza se continuaria no clube em 1992 e que só tomaria uma decisão no início do ano — ele acabaria voltando, e conquistaria duas Libertadores e dois Mundiais Interclubes nos dois anos seguintes. A diretoria são-paulina ainda falava sobre o então possível reforço do lateral Júnior, do Flamengo, que não queria conversar enquanto não acabasse a decisão do Campeonato Carioca, no domingo seguinte.
No vestiário corintiano, o tom era de conformismo, embora os jogadores não escondessem sua decepção com o resultado do primeiro jogo, que classificaram como determinante para a perda do título. "O erro aconteceu domingo passado", lamentou Jacenir. "Jogamos totalmente errado e agora pagamos o preço. Fizemos hoje o que foi possível, mas a goleada nos desestruturou. Se tivéssemos ao menos empatado aquele jogo…" Giba concordou: "Demos o máximo, mas não foi possível derrotar o São Paulo. Perdemos o título nos 3 a 0." Quem não estava sereno era o técnico Cilinho, que tentou comprar briga com um repórter do Jornal da Tarde, e ambos despencaram das escadas que dão acesso ao vestiário. Mais tarde, também lamentou a derrota: "Deus, não satisfeito com tudo o que realizamos na primeira fase, nos colocou à frente de um time beneficiado pelo empate, e aí não conseguimos superar."

## A decisão
| 8 de dezembro de 1991 | Corinthians     | 0 — 3 | São Paulo                                 | Morumbi, São Paulo                                                      |
|                       | Dinei 2.º tempo |       | Raí 16 do 1.º Raí 14 do 2.º Raí 17 do 2.º | Público: 102,821 Renda: Cr$ 369,297,000 Árbitro: Oscar Roberto de Godói |

Corinthians: Ronaldo, Giba, Marcelo, Guinei e Jacenir; Márcio (Tupãzinho), Wilson Mano e Ezequiel; Marcelinho Paulista, Dinei e Paulo Sérgio. Técnico: Cilinho.
São Paulo: Zetti, Cafu, Adilson (Sérgio Baresi), Ronaldão e Nelsinho; Sídnei, Suélio (Rinaldo) e Raí; Macedo, Müller e Elivélton. Técnico: Telê Santana.
| 15 de dezembro de 1991 | São Paulo | 0 — 0 | Corinthians | Morumbi, São Paulo                                                   |
|                        |           |       |             | Público: 106,142 Renda: Cr$ 371,373,000 Árbitro: Ílton José da Costa |

São Paulo: Zetti, Cafu, Antônio Carlos, Ronaldão e Nelsinho; Sídnei, Suélio e Raí; Macedo, Müller e Elivélton. Técnico: Telê Santana.
Corinthians: Ronaldo, Giba, Marcelo, Guinei e Jacenir; Jairo, Ezequiel (Carlinhos) e Wilson Mano; Marcelinho Paulista, Tupãzinho e Paulo Sérgio. Técnico: Cilinho.
| Campeão Paulista de 1991 |
| ------------------------ |
| SÃO PAULO (17º título)   |